# Poloni-210
Poloni-210 là một đồng vị của nguyên tố Poloni, được khám phá đầu tiên bởi khoa học gia Marie Curie vào cuối thế kỷ 19. Poloni-210 là một chất cực độc, chỉ cần một lượng rất nhỏ cũng đủ để gây chết người. Poloni-210 gây chết người bởi nó phóng ra hạt alpha với năng lượng đủ để làm hỏng cỗ máy gen tế bào. Nó không được dùng cho phóng xạ y học như các đồng vị caesi-137 hoặc cobalt-60.

## Tác động sinh học - Độc tính

### Ngộ Độc Poloni-210
Nạn nhân đầu tiên của chất phóng xạ Poloni chính là con gái của Bà tên Irène Joliot-Curie, kết quả của một vụ nổ trong phòng thí nghiệm. Cô Irene đã chết 10 năm sau khi tại nạn xảy ra do chứng ung thư bạch cầu. Hiện tại, mức sản xuất Poloni trên thế giới chỉ vào khoảng 100 gram  với mục đích ứng dụng vào việc khử bụi trong các kính hiển vi điện tử và trong các cân tiểu li siêu chính xác.
Đứng về phương diện độc tố học, chất phóng xạ tạo ra những nguyên tử (atom) có khả năng ức chế tế bào của cơ thể con người, điện hoá các tế bào trên và sau cùng tiêu huỷ chúng. Đối với việc tiếp nhiễm do phóng xạ thiên nhiên ở nồng độ thấp, các tế bào bị điện hoá dược cơ thể tái tạo lại sau đó, do đó nguy cơ bị ngộ độc không xảy ra.
Tuy nhiên, khi cơ thể tiếp nhiễm một số lượng lớn phóng xạ như trường hợp của Litvinenko, cơ thể không thể tự hàn gắn và trấn áp cùng thay thế các tế bào đã bị huỷ diệt, từ đó nguy cơ tử vong rất cao. Các loại tế bào trong cơ thể bị ảnh hưởng trực tiếp và bị nhiễm độc là bạch huyết cầu (white blood cell) và tế bào sinh sản hồng huyết cầu và bạch huyết cầu.
Sự thiếu hụt tế bào trong cơ thể là chỉ dấu đầu tiên của sự ngộ độc phóng xạ; sau đó, tế bào ruột non bị xâm nhập tạo ra sự nôn mửa kéo theo cơ thể bắt đầu bị mất nước.
Thời gian tiếp theo, tuỳ theo cường độ bị tiếp nhiễm và thể loại phóng xạ (có thời gian bán huỷ khác nhau), phóng xạ bắt đầu tàn phá các mô cứng và mềm (hard and soft tissue) qua các chứng sau đây như:
• Nhức đầu,
•  Hơi thở dồn dập, 
• Tim đập nhanh,
• Ho khan (không có đàm),
• Lồng ngực bị đau từng cơn,
• Da bắt đầu chuyển sang màu sậm,
• Phần dưới da và bất cứ nơi nào trong cơ thể đều xuất hiện những hạt máu nhỏ do các tĩnh mạch bị vỡ ra,
• Và chứng thiếu máu trầm trọng xuất hiện.
Trầm trọng hơn nữa, nếu bị tiếp nhiễm nặng khoảng 10 Gray (Gy- đơn vị phóng xạ), nạn nhân có thể mất mạng trong vòng hai đến bốn tuần lễ. Cường độ của mức phóng xạ tiếp nhiễm cho phép chúng ta có thể ước tính được mức nguy hại đến nạn nhân như sau:
• Nếu cơ thể bị tiếp nhiễm 100 Roentgen, các chứng bệnh do phóng xạ bắt đầu xuất hiện;
• Nếu cơ thể bị tiếp nhiễm khoảng 400 Roentgen, nửa phần cơ thể có thể bị liệt;
• Nếu cơ thể bị tiếp nhiễm khoảng 100.000 Roentgen, nạn nhân bị hôn mê tức khắc và chết trong vòng một tiếng đồng hồ.
(Đơn vị đo lường phóng xạ gồm: - Roentgen: lượng phóng xạ phóng thích do tia gamma trong 1cm3 không khí, ký hiệu là R; - Rad: lượng phóng xạ hấp thụ qua tiếp nhiễm. Đơn vị này dùng để ước tính lượng phóng xạ có trong cơ thể; - Gray: Ký hiệu là Gy, là đơn vị chuẩn quốc tế (SI) tương đương với 100 Rad.)

### Cơ Chế Của Sự Ngộ Độc Poloni-210
Qua trường hợp của Litvinenko, ảnh hưởng sinh hoá học lên cơ thể của các đồng vị phóng xạ được soi rọi rõ ràng hơn vì trước đây, những việc tiếp nhiễm (nhiễm độc) cấp tính với liều lượng cao chỉ được diễn đạt qua tính toán và ước tính mà thôi.
Nguyên tố có chứa phóng xạ Poloni-210 là hoá chất đã từng được dùng để chế bom nguyên tử qua tính tách rời (fission) các tia alpha. Những tia này có chu kì bán huỷ (half life) là 138 ngày. Nguyên tố Poloni-210 sau khi tách rời tất cả tia alpha, sẽ biến thành nguyên tố chì bền vững (Lead-206) và nhân Helium cùng phóng thích ra 5,3 MeV năng lượng.
Tia alpha rất dễ dàng bị ngăn chặn bởi một mảnh giấy mỏng, do đó Poloni-210 chỉ độc hại một khi đã xâm nhập vào bên trong cơ thể qua đường khí quản hoặc thực quản mà thôi.
Nếu Litvinenko uống vào 1 ug Po-210 dưới dạng muối citrate hay chloride (đã được các nhà khoa học phỏng đoán), thì có khoảng 3.1015 (3 ngàn ức) đồng vị phóng xạ đã vào cơ thể ông ta, một lượng đồng vị đủ để cho hàng trăm đồng vị kết hợp với mỗi tế bào của cơ thể. Ở mỗi điểm đến của tia alpha, chúng để lại một số năng lượng lớn trong một vùng nhỏ của tế bào, căn cứ vào kết quả nghiên cứu của Giáo sư Roger Howell thuộc Đại học Y khoa. Mỗi tia alpha sẽ ngăn cách tế bào tạo thành một chuỗi gốc (radical) lần lần thiêu huỷ protein của cơ thể cũng như gây thương tổn đến các chuỗi DNA.
Litvinenko qua đời sau 22 ngày bị đầu độc, theo Tiến sĩ Wiley Jr. thuộc Radiation Emergency Assistance Center, Tennessee, có lẽ đến từ nguyên do là các tia alpha đã phá huỷ các tế bào gốc (stem) trong tuỷ bộ (bone marrow). Hiện tượng này làm mất sự cân bằng của số lượng hồng huyết cầu và ảnh hưởng đến các tế bào trong hệ miễn nhiễm của cơ thể.

### Phương Pháp Chữa Trị
Trong giai đoạn đầu sau khi bị nhiễm độc, thuốc ngăn chặn ói mửa và các loại thuốc chống đau nhức có thể được sử dụng để chống lại các dấu hiệu ban đầu qua ảnh hưởng của phóng xạ. Còn các ảnh hưởng tiếp theo, cần phải có thuốc kháng sinh mạnh trong việc trị liệu. Và nạn nhân cần phải được truyền máu để chống lại bệnh thiếu máu (anemia).
Thông thường trong những tai nạn về phóng xạ, như trường hợp ở Liên bang Nga cách đây hơn 20 năm, ảnh hưởng của phóng xạ vẫn còn tiếp tục, và các chứng bệnh kể trên vẫn còn hiện diện. Các cơ quan trong cơ thể bị ảnh hưởng dài hạn như các tuyến nội tiết (endocrine) và tuyến hormone bài tiết (hormone secreting). 
Tại Chernobyl, số lượng nạn nhân bị ung thư tuyến giáp trạng (thyroid) ở Belarus, quốc gia bị ảnh hưởng nặng nhất, tăng gấp 100 gần 20 năm sau khi tai nạn xảy ra.
Về các bệnh liên quan đến thần kinh, theo kết quả UNICEF công bố là bệnh rối loạn (disorder) về xương, bắp thịt tăng 43%, về mắt tăng 62%. Đặc biệt trong trường hợp tai nạn Chernobyl, Tiến sĩ George Vargo, thuộc Chương trình An toàn Hạch nhân Quốc tế (INSP) thuộc Liên Hợp Quốc đã ra một khuyến cáo là hiện tượng suy dinh dưỡng và việc không đủ phương tiện y khoa để chữa trị như trường hợp ở Belarus cũng có thể là nguyên nhân của sự gia tăng số lượng nạn nhân, ngoài ảnh hưởng chính là do tiếp nhiễm phóng xạ.
Riêng về ảnh hưởng đến các thế hệ về sau, hiện tại, các khoa học gia vẫn còn đang tranh cãi về ảnh hưởng của phóng xạ lên hệ thống di truyền vì DNA của người bị tiếp nhiễm bị biến thể và chuyển qua các thế hệ tiếp nối. Điều này đã được chứng nghiệm qua trường hợp, nhưng vẫn chưa có báo cáo khoa học nào về vấn đề này đối với nạn nhân ở  và  trong thời thế chiến thứ 2.Và chưa có ai đã khỏi vì loại thuốc độc này